# Florestas da Península Ibérica

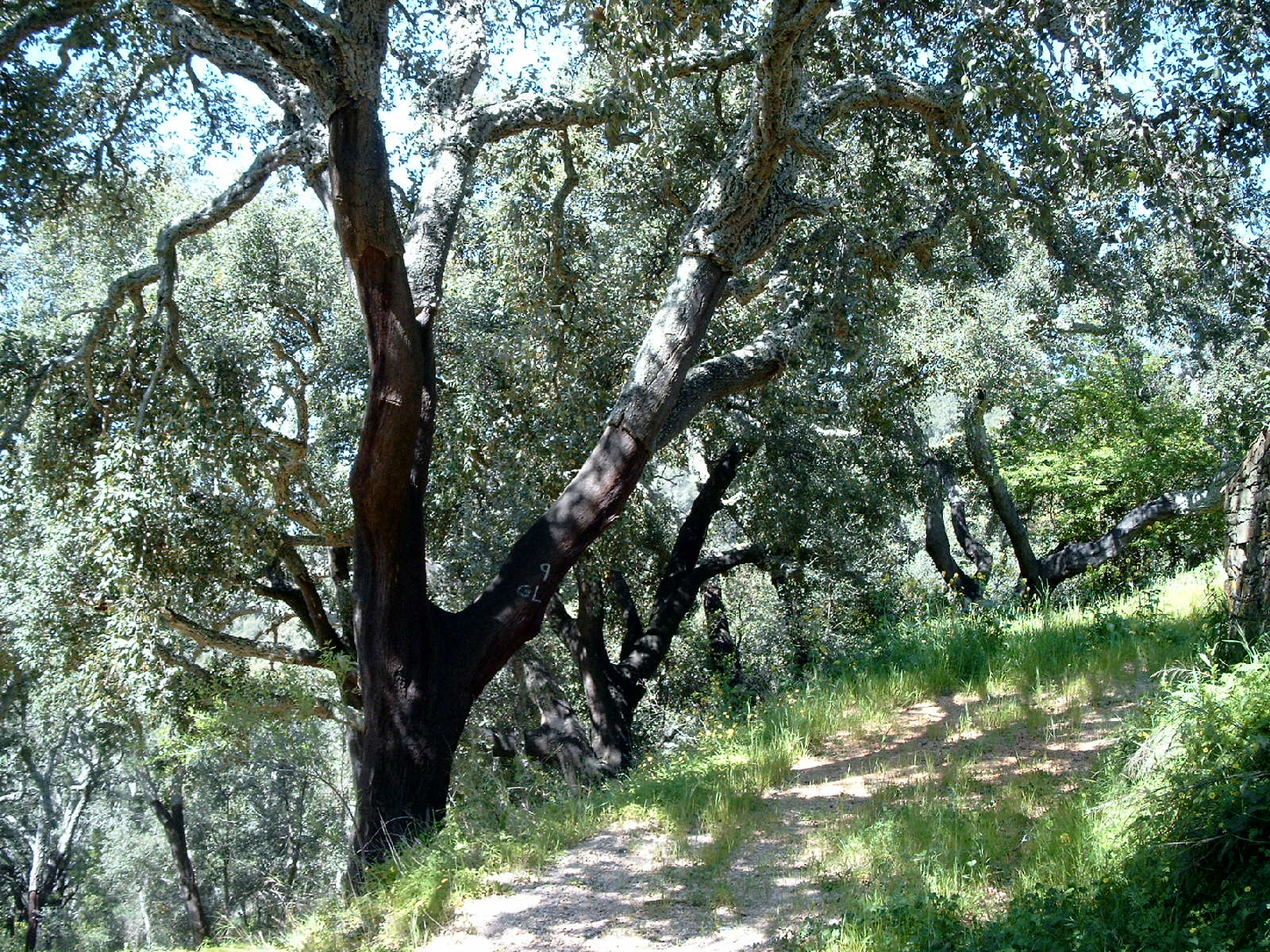
Floresta de sobreiros no sul de Portugal (Algarve)

| laranja  | Azinheira, sobreiro                    |
| verde    | Carvalho, faia, amieiro                |
| amarelo  | Azinheira, carvalho-português          |
| vermelho | Retama, tojo                           |
| púrpura  | Abeto, pinho negro, faia               |
| azul     | Alfarrobeira, palmeira, carrasco       |
| ciano    | Carvalho-português, sabina, alzinheira |

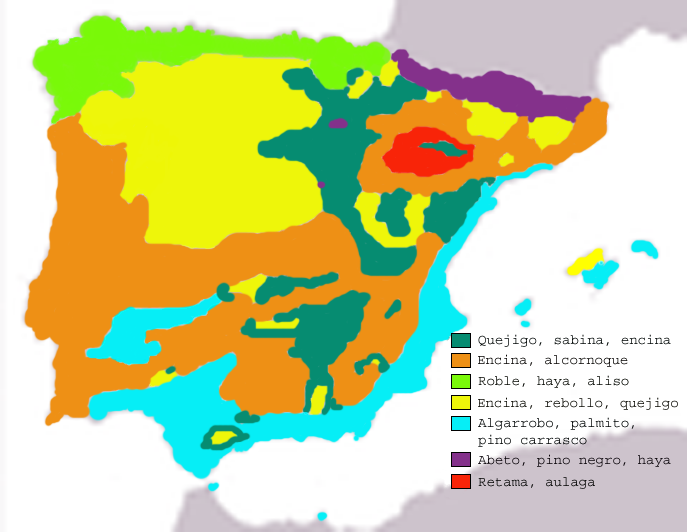
Ocupação ideal das florestas ibéricas
laranjaAzinheira, sobreiro
verdeCarvalho, faia, amieiro
amareloAzinheira, carvalho-português
vermelhoRetama, tojo
púrpuraAbeto, pinho negro, faia
azulAlfarrobeira, palmeira, carrasco
cianoCarvalho-português, sabina, alzinheira

As florestas da Península Ibérica — que estão integradas, atualmente, nos territórios continentais de Espanha, Portugal, Andorra, Alta Cerdanha (parte do atual departamento francês dos Pirenéus Orientais), e Gibraltar — enquadram-se dentro de duas grandes regiões florestais: a euro-siberiana e a mediterrânica. Cada uma delas é caracterizada por um conjunto de plantas e comunidades biológicas que lhe são próprias, podendo, entretanto, haver algumas espécies em comum.
A divisão entre essas duas regiões não é bem definida, existindo áreas de influência dos dois tipos de vegetação. Algumas espécies têm o seu habitat preferencial exatamente nesses pontos de convergência, o que torna muito difícil estabelecer limites precisos.

## Origem e características
Pelas suas condições bio-históricas, geográficas, geológicas e orográficas, a flora da Península é uma das mais ricas e variadas de toda a Europa, comparando-se apenas à de outros países mediterrânicos, como a Grécia e a Itália. Calcula-se que inclua mais de 8 000 espécies diferentes de plantas, sendo muitas delas endémicas.
O Mediterrâneo, sabe-se hoje, foi submetido no passado a grandes alterações no clima e na vegetação, unidas a outras variações, às vezes muito grandes, no nível do mar e a nas posições relativas das massas continentais (placas eurasiática e africana). Com a introdução de plantas e o isolamento, devido às flutuações marítimas ou às periódicas glaciações, pode-se encontrar uma variada diversidade de espécies vegetais.
A Península Ibérica, situada numa importante via de passagem entre a África e a Europa, viu-se enriquecida com a chegada, conforme as mudanças climáticas, de plantas estepárias, termófilas, xerófilas, orófilas, boreo-alpinas entre outras, muitas das quais conseguiram sobreviver, graças à diversidade de meios que existem nas cadeias montanhosas, que lhes permitiram se adaptar conforme a altitude e ao clima. A complexidade geológica da maioria das montanhas ibéricas, especialmente as das cordilheiras Bética, do Sistema Ibérico e dos Pirenéus, aumentaram muito o número de novos meios onde a adaptação tornou possível a riqueza da flora atual.

## A região euro-siberiana
Esta é representada pela zona atlântica, que se estende desde o norte de Portugal, Galiza, Astúrias, Cantábria, País Basco e os Pirenéus Ocidentais e Centrais. Caracteriza-se pelo clima (h)úmido, suavizado pela influência oceânica, com inverno temperado e uma estação seca pouco acentuada. Sua principal área se estende pelo norte de Portugal, a maior parte da Galiza, Astúrias, Cantábria, País Basco, noroeste de Navarra, e Pirenéus Ocidentais. Não obstante, sua influência em forma de ecossistemas e/ou espécies concretas se estende em muitos pontos até o interior, especialmente nas metades norte e oeste.
A vegetação está representada por florestas decíduas de carvalhos-brancos (Quercus petraea) e carvalhos-vermelhos (Quercus robur), com freixos (Fraxinus excelsior) e aveleiras (Coryllus avellana) nos solos mais frescos e profundos dos fundos de vale. O solo montanhoso se caracteriza pela presença da faia (Fagus sp.) e nos Pirenéus, algumas vezes, por abetos (Abies alba). Estas faias e abetos ocupam as ladeiras frescas e com solo profundo das montanhas não muito elevadas. Sente-se a influência mediterrânica devido à presença das azinheiras (Quercus ilex) e dos loureiros (Laurus nobilis), que se situam nas cristas e ladeiras mais quentes, especialmente sobre solos calcários, onde se acentua a aridez.
Muitas dessas florestas vem sendo transformadas em prados, pela ação do homem que requer novas terras para a agricultura e pecuária. Pequenas reservas de floresta original são conservadas nos limites dos prados. A orla natural está formada por cercados e espinhais que são instalados nas clareiras; estes formados principalmente por rosas silvestres, amoreiras, abrunheiros, vinhas, e outros arbustos, mais ou menos espinhosos, e também podem desempenhar este papel as retamas e os piornos.
A seguir as principais florestas desta zona:

### Faias

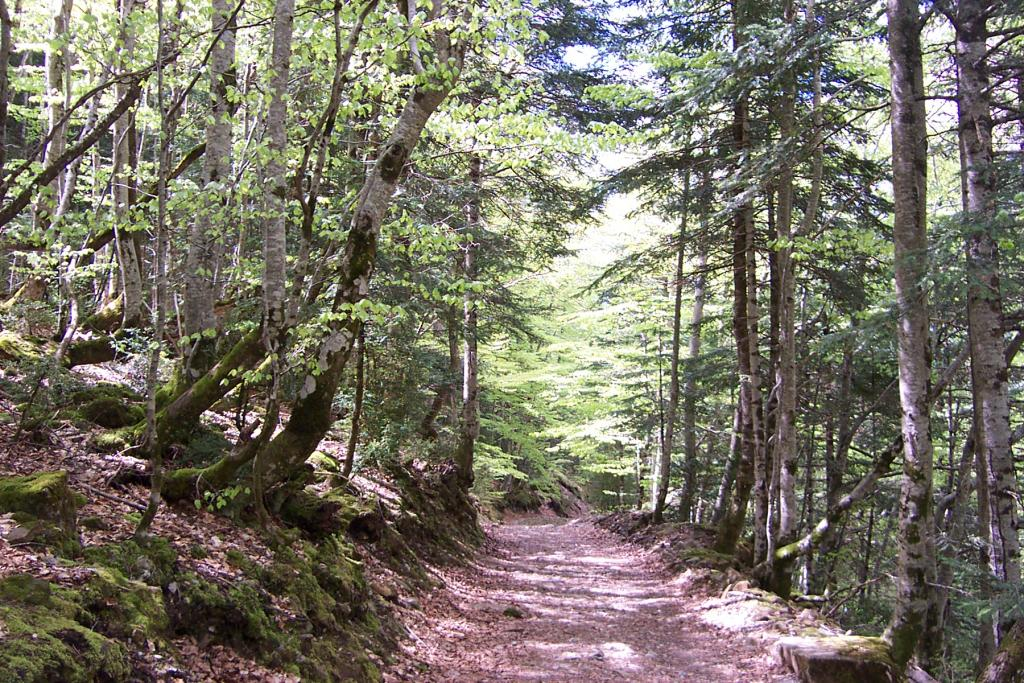
Bosque de faias

São as típicas florestas atlânticas que caracterizam o solo montanhoso da região euro-siberiana ibérica. Situa-se entre os 800 e 1 500 m de altitude, em solos frescos e razoavelmente férteis, tanto calcários como silícios, mesmo que estejam quase sempre acidificados pelas intensas lavagens. A faia é uma árvore que projeta uma grande sombra, de forma que em suas formações densas ficam excluídas, na maioria dos casos, outras espécies lenhosas, e inclusive herbáceas.
Apesar do seu caráter atlântico, estas florestas penetram até o centro da Península, chegando ao Moncayo (os faiais mais meridionais da Península), ao Parque Natural Tejera Negra, na Serra de Ayllón; e Montejo da Serra, este último na província de Madrid. Refugiados em talvegues e umbrias, onde se encontram condições favoráveis, sua recuperação ao ser desflorestado é muito difícil e são substituídos pelo carvalho-negral. Cabe fazer uma menção especial à Floresta de Irati, no pirenéu navarro, uma das mais importantes florestas de faias-abetos existentes na Europa, com uma superfície aproximada de 17 000 ha.

### Carvalhos
As florestas de carvalho, sobretudo de carvalho-vermelho (Quercus robur), são as mais características da zona atlântica. Representam a formação florestal típica da base das montanhas até cerca de 600 m de altitude. Conforme se eleva a altitude, são substituídos por faias e, nos fundos dos vales, por freixos e aveleiras. Dos dois carvalhos principais, o branco (Quercus petraea), é o que mais penetra até o interior e o que mais facilmente encontrado em maiores altitudes, mas desempenhando um papel secundário; em geral, quando o clima começa a deixar notar seu caráter continental, estes carvalhais são substituídos pelos carvalhos-negrais.
O áreas de carvalho são as mais ameaçadas, por ser seu solo, o mais adequado para prados e cultivos. Castanheiros e bétulas são frequentemente associadas aos carvalhos. Estas florestas, ao serem degradadas, são substituídas por espinhais, piornos e, em último caso, por callunas e tojos. Ao carvalho corresponderia originalmente grande parte da área ocupada atualmente por pinhais e eucaliptais.

### Bétulas
Os betulais formam pequenas florestas encravadas ao pé das encostas rochosas ou nas clareiras deixadas pelas faias, sobre os solos mais pobres e acidificados, acompanhados pela sorveira. Outras vezes ocupam uma área própria, por cima do domínio da faia, na zona montanhosa rica em silício; esta terra pode ser de pouca extensão e, geralmente, de pouco destaque quando associado com o carvalho-branco.

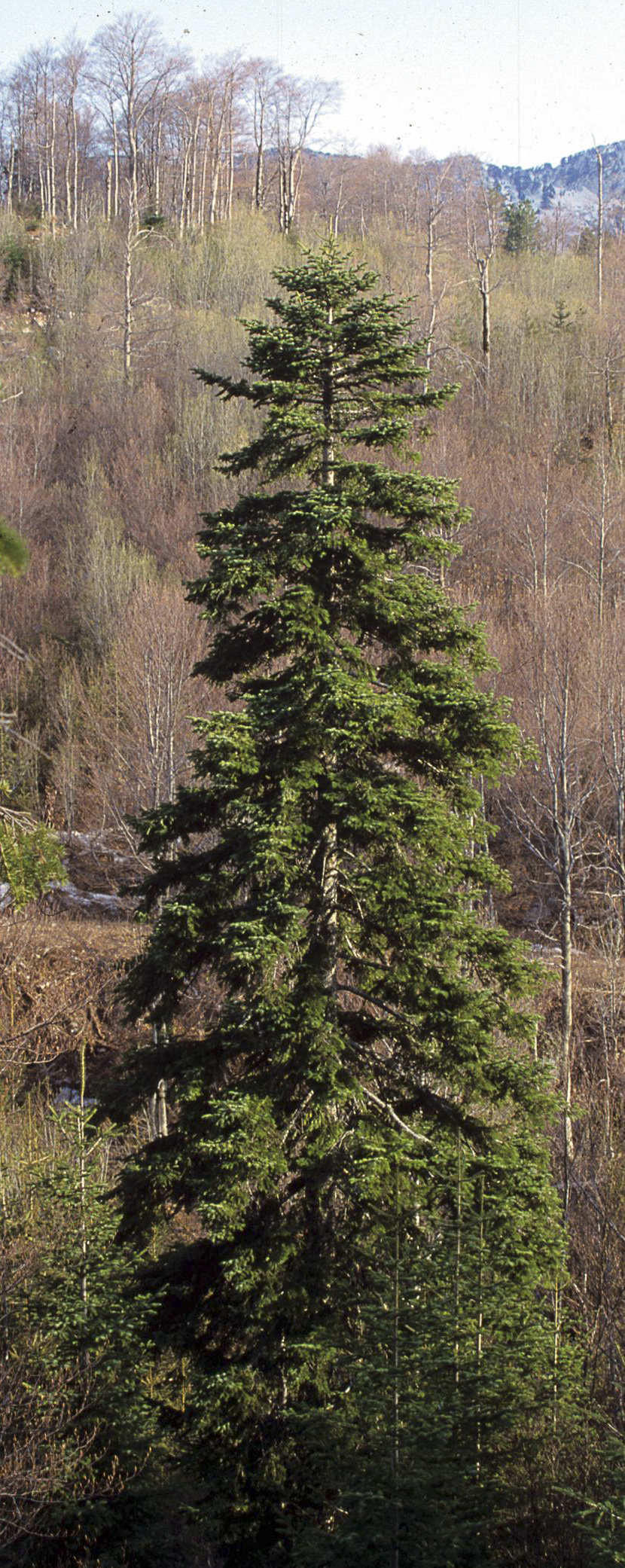
Abeto branco

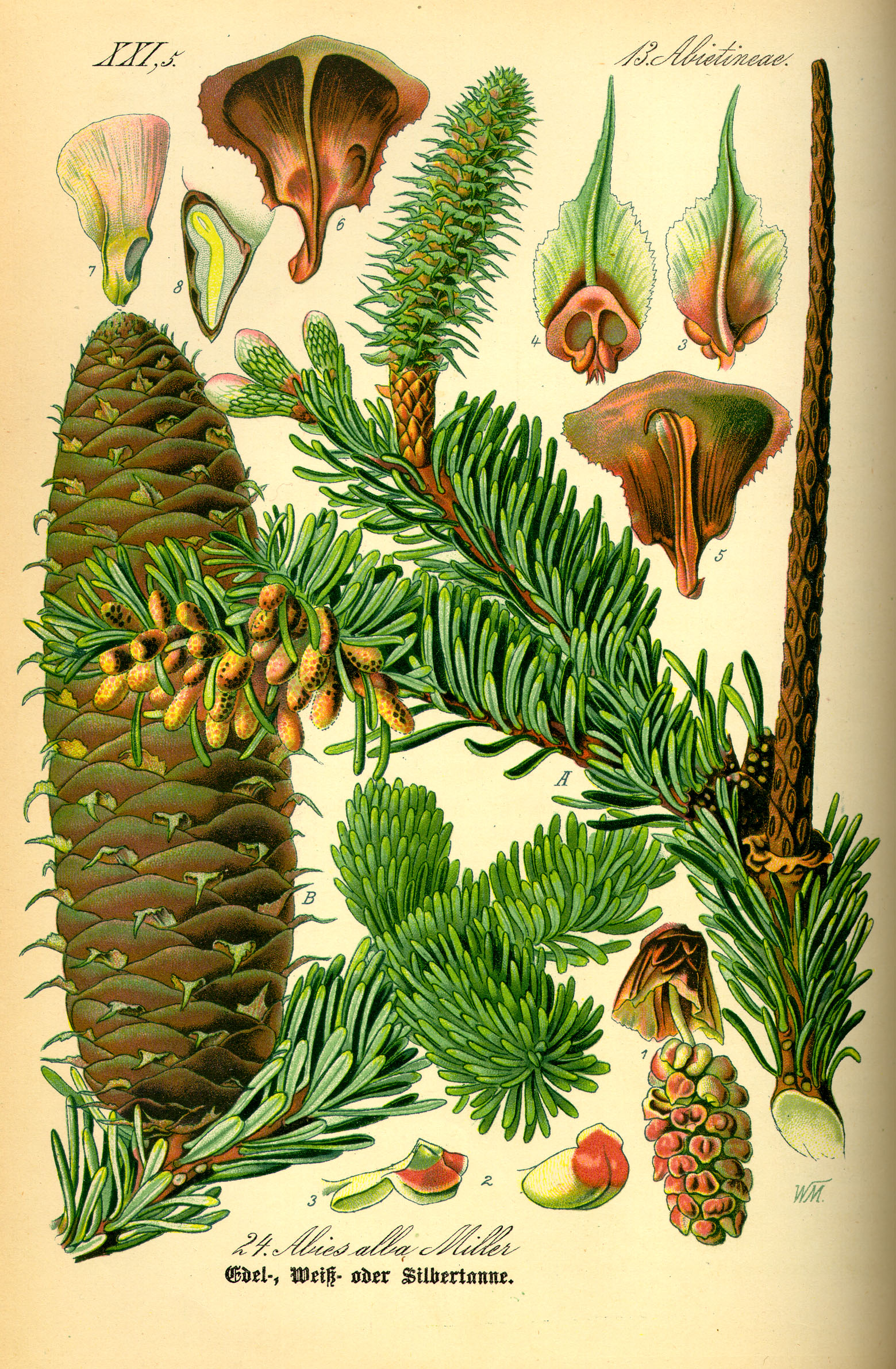
Abies alba

### Abetos
O abeto-branco (Abies alba) se situa nas ladeiras frescas e com solo profundo dos Pirenéus, de Navarra a Montseny, formando abetais puros ou, com mais frequência, florestas mistas com a faia. As massas mais importantes estão em Lérida, com cerca de 17 000 ha. Em altitude estende-se dos 700 até aos 1 700 m, mas as suas principais massas se localizam nos vales mais húmidos e escuros. São bosques muito escuros, com solos muito ácidos, devido à decomposição acicular. Em altitude é substituído com certa frequência pelo Pinho-negro (Pinus mugo). Nestes abetais encontram-se, às vezes o Plátano bastardo (Acer pseudoplatanus) e seu habitat é muito similar ao das faias. Como estes, têm um claro significado euro-siberiano.

## A região mediterrânica
A região mediterrânica, que ocupa o restante da Península e as Ilhas Baleares, tem como característica principal, a existência de um período de seca estival, mais ou menos extenso (de 2 a 4 meses), e sempre bem marcante. Os índices pluviométricos podem variar dos 1 500 até menos de 350 mm e a temperatura, chega a alcançar no inverno -20 °C ou mais em algumas regiões, sendo que no verão permeia os 27 °C.
Nota-se a influência das montanhas na região mediterrânica ibérica, pela presença marcante nas florestas de espécies perenifólias de folha endurecida, como azinheiras, sobreiros, azambujeiros, zimbros entre outras. Estes vêm acompanhados ou substituídos nas zonas mais quentes e erodidas, por pinhais (principalmente pelo pinheiro-de-alepo), e nos areais e dunas fixas por junípero e por pinhais de pinheiro-manso. Exceções a esta regra, encontram-se a região mais árida do sudeste da Península, onde se localizam as zonas baixas das províncias de Múrcia e Almeria, onde sua única vegetação são palmitos, espinhais e a em maiores altitudes carrascos e lentiscos. Outra exceção são as zonas salinas ou endorreicas, com grandes oscilações de temperatura, na depressão do Ebro.

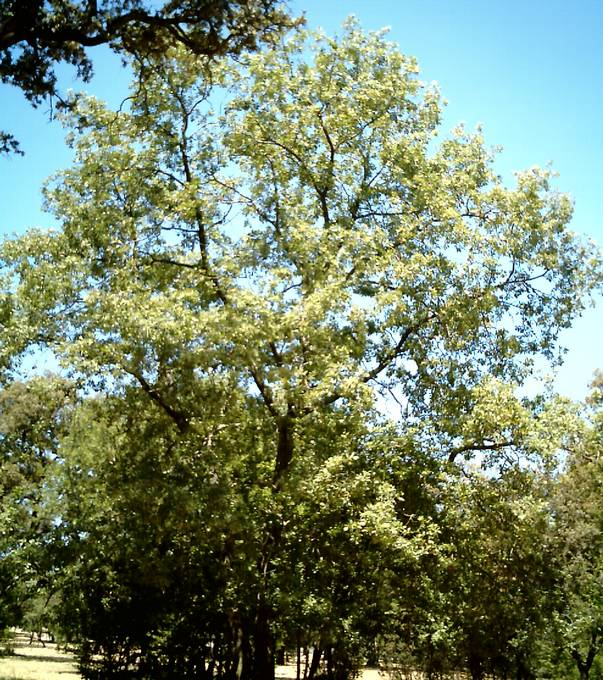
Bosque de carvalhos-negral, Quercus pirenaica

### Carvalho-negral
O carvalho-negral (Quercus pyrenaica), entre todos os carvalhos, é o mais resistente à seca e aos climas de matiz continental. Suas florestas, de caráter subatlântico, representam, muitas vezes, a transição entre o Mediterrâneo e o Atlântico. Sua área peninsular é muito ampla e tem uma grande importância, sobretudo nas montanhas do centro. Desde o interior da Galiza e a vertente sul da cordilheira Cantábrica, estendem-se pelo Sistema Central, alcançando o sul, já muito escassos na Serra Nevada e em Cádis. Podendo estender-se desde cerca de 700-800 metros até os 1500-1600 metros de altitude. Preferem os solos ricos em silício e substituem, em altitude, os azinhais húmidos e sobreirais; no patamar superior dão início a pinhais de pinheiro-silvestre (Pinus sylvestris). Nas zonas onde é mais patente a característica Atlântica vêm seguidos, como fase regressiva pela urze-vermelha (Erica australis), no mais, são frequentes em suas clareiras e trechos degradados, Cistus sp. e lavandas. Sua área natural pode estar ocupada por pinhais de pinheiro-silvestre e pinheiro-marítimo.

### Matas, florestas ripícolas e de fundos de vale
Nesta região, observa-se florestas decíduas favorecidas pela humidade do solo, que se mantém assim quase todo o ano. Isto lhes permite evitar o longo período de seca estival, que caracteriza o clima mediterrânico.

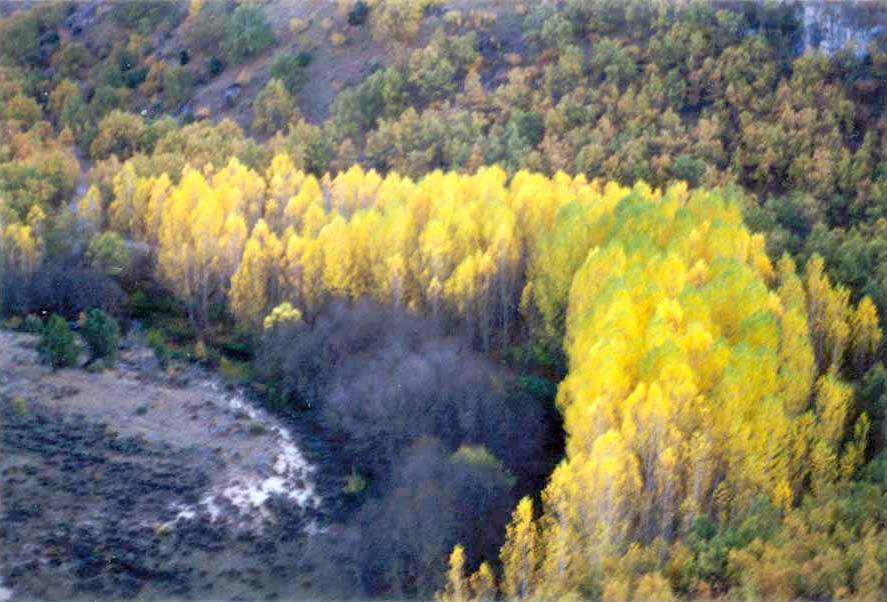
Galeria ripícola, rio Tajuña

Neles acontece um mosaico característico, desde a margem do leito fluvial ao limite exterior dos bosques, de modo que as florestas mais dependentes da água se situam na margem (amieiros, salgueiros) e os mais independentes no exterior (freixos, ulmeiros, choupos). Estas florestas são formadas por salgueiros, choupos, amieiros, ulmeiros e, por vezes, por carvalhos-negrais, tílias, abetos e aveleiras. Quando a presença da humidade começa a diminuir nas zonas mais áridas do vale do Ebro, Levante e na metade meridional da Península, a aridez vem, frequentemente, acompanhada por um aumento de sais no solo; nestas condições encontra-se formações arbustivas de tamargueira, loendros e juncos (Saccharum ravennae).
Nos terrenos baixos do interior, sobretudo nos argilosos, são mais frequentes os ulmeiros (Ulmus minor) e choupos, acompanhados, em certas ocasiões, por freixos e salgueiros. Nos fundos de vales graníticos e nas ribeiras de terrenos silícios, existem formações muito típicas de freixo com carvalhos-negrais, especialmente ao pé das serras interiores. Os desfiladeiros protegidos das serras de Cuenca possuem florestas ribeirinhas de formação mista de tilias e aveleiras, com freixos, salgueiros e olmo-montano (Ulmus glabra).
Estas florestas sofrem de problemas de conservação, pois frequentemente ocupam terrenos muito férteis, sujeitos desde os primórdios da humanidade a fortes pressões humanas, principalmente de cariz agrícola e para acesso à água.

### Abetos-espanhóis
O abeto-espanhol (Abies pinsapo) constitui uma verdadeira relíquia que tem sido preservada nas serras de Málaga e Cádis. Os abetos-espanhóis são aparentados com os abetos-norte-africanos da cadeia de Yebola, em Marrocos. Por vezes podem formar comunidades mistas com o carvalho-das-canárias e azinheiras. Entre as espécies arbustivas que o acompanham nos seus bosques, encontam-se o espinheiro-branco (Crataegus sp.), berberis ou agracejos (Berberis sp.), bruscos (Ruscus sp.), laurentianas (Vibruscum sp.) heras (Hedera sp.) e troviscos (Daphne laureola).
Formam florestas densas e escuras em locais onde há altas precipitações (de 2000 a 3000 mm, devido ao brusco esfriamento, por elevação, dos ventos carregados de (h)umidade), e em altitudes superiores aos 1000 m. A floresta apresenta abundância de musgos e líquenes, mas um número muito limitado de arbustos e herbáceas. Em todo caso ocupam as zonas altas das montanhas.

### Azinheiras

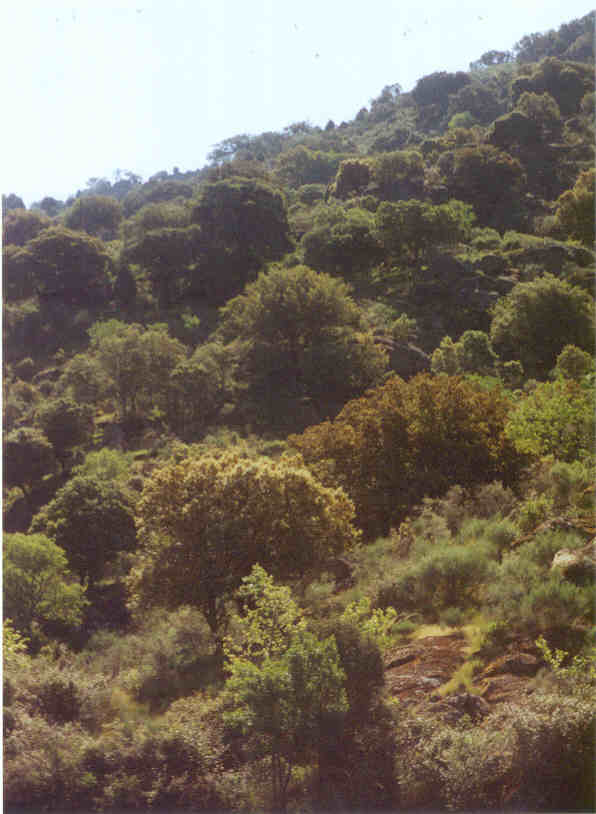
Azinhal (h)úmido com sobreiros.

Formam as florestas naturais de maior extensão na zona mediterrânica e penetram, também, nos solários e encostas mais quentes da zona atlântica. Estendendo-se desde o nível do mar, onde a espécie Quercus ilex subesp ilex predomina, até os 1400 m de altitude, em algumas montanhas e altas planícies do interior; na zona continental, a azinheira que se apresenta é a Quercus ilex subesp rotundifolia, mais resistente a este clima. A azinheira pode subir a altitudes mais elevadas, mas isoladamente, sem formar florestas. Os azinhais costeiros e das montanhas sublitorais são extraordinariamente ricos e variados, com numerosos arbustos e cipós; podendo estar associados a salsaparrilhas, madressilvas e heras,e no sudoeste peninsular, por oliveiras silvestres. Os azinhais baleares são, também ricos e associam-se a algumas espécies características das ilhas como o cíclame-balear (Cyclamen balearicum).
Para o interior da Península vão escasseando progressivamente, à medida que se acentuam as características continentais do clima, desaparecendo grande parte das espécies mais sensíveis ao frio. Os azinhais continentais, sobre solos desprovidos de calcário, podem ser ricos em zimbros (Juniperus oxycedrus) e são substituídos em altitude e em encostas mais frescas por carvalhos, este fenômeno pode ser visto na Serra de Guadarrama, quando se destrói o azinheiro, os solos são tão pobres e as condições ambientais tão pouco favoráveis, que conduz a matagais paupérrimos, dominados por Cistus sp., lavandas e alecrim. Sobre solos calcários ocorre algo similar, sobretudo acima dos 900 metros de altitude, as azinheiras são acompanhadas por sabina-turfeira (Juniperus thurifera) e a pobreza de arbustos é tão grande, que mesmo o carrasco domina quase solitário as primeiras fases de regressão. A degradação por queima ou abate provoca o aparecimento de matagais de tojos (Genista scorpoius), tomilho e alfazema.

### Sobreiros

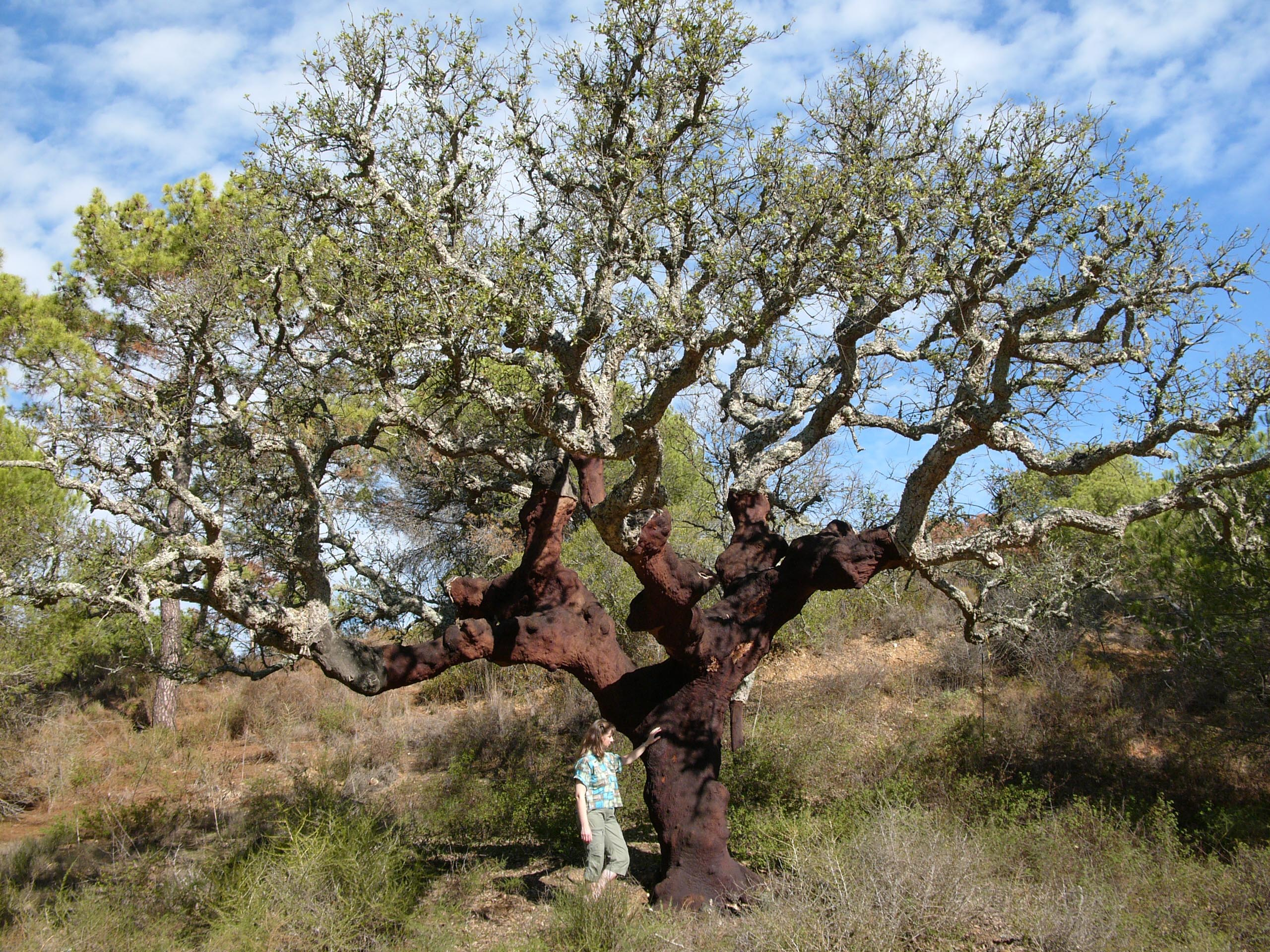
Sobreiro

Os sobreiros ocupam, na Península Ibérica, uma área de cerca de um milhão de hectares, mais da metade da extensão mundial deste tipo de vegetação.
Os sobreiros requerem solos silícios, de textura arenosa, um clima suave e pouca umidade, como estas condições se cumprem total ou parcialmente à azinheira, os sobreiros se associam frequentemente a elas, e também ao carvalho-português (Quercus faginea). A área que ocupam os sobreiros corresponde à Catalunha, Menorca e, sobretudo, ao quadrante sul ocidental. Alternam muitas vezes com as azinheiras, que ocupam os solários e encostas mais secas e com os carvalhos-portugueses, que ocupam os barrancos e encostas frescas sombreadas.
Os sobreiros são acompanhados, frequentemente, por oliveiras silvestres, assim como algumas azinheiras, também podem ser por medronheiros com lentisco-bastardo (Phillyrea angustifolia) que ocupam as clareiras da floresta e dominam as fases regressivas. Na Andaluzia ocidental são também comuns, como componentes do ecossistema, os piornos e genistas, predominando o gênero Teline.

### Carvalhos-portugueses

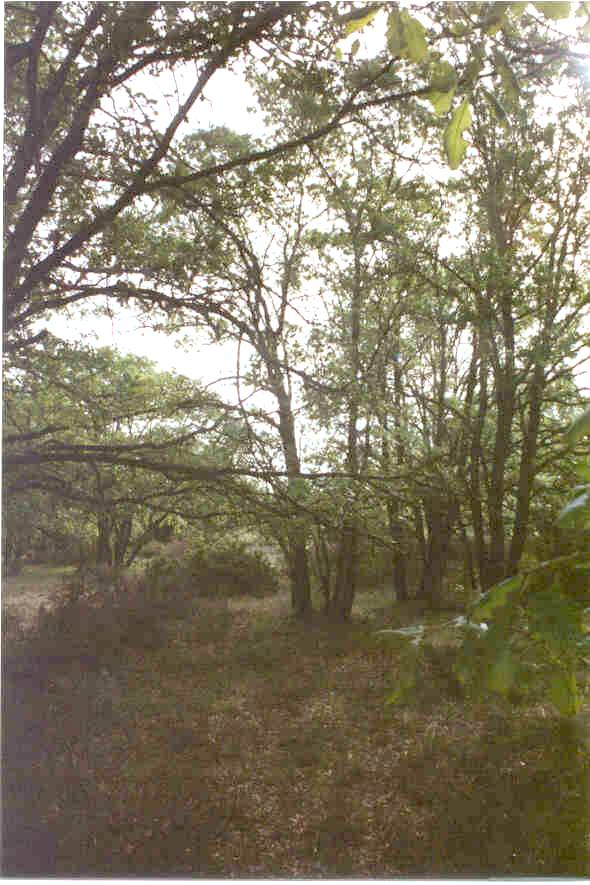
Bosque de carvalhos-portugueses Torrecuadrada dos Vales

Pelo nome de carvalho-português são conhecidas florestas características muito distintas.
As florestas de carvalho-das-canárias (Quercus canariensis) estão bem representadas na Andaluzia ocidental e muito deformada por hibridizações na Catalunha e na Cordilheira Mariânica. São os mais exigentes quanto à temperatura e umidade, pelo que não se podem afastar da influência marítima; preferem os lugares mais frescos, talvegues húmidos e margens de ribeirões da parte inferior. Em geral alternam com os sobreiros, os quais o substituem nas zonas mais frescas, e como estes, preferem solo silício. Em suas clareiras e trechos degradados são frequentes os piornos (Teline sp., Cytisus baeticus), urzes (Erica arborea, Erica scoparia) e sargaças (Halimium lasianthum).
Já as de carvalho-português (Quercus faginea) são as mais típicas e frequentes na Península, já que se estendem da Andaluzia até aos Pirenéus. São muito mais resistentes ao frio e à seca que o carvalho-das-canárias; e requerem solos mais frescos e profundos que as azinheiras, com as quais entram em contato. Ainda que se crie em qualquer tipo de solo, nos silícios pode obter um papel secundário, perante a azinheira, sobreiros e carvalhos-negral; e é só nos solos calcários que formam florestas de alguma consideração, especialmente no quadrante norte-oriental e no centro da Península. Na área natural que corresponde o carvalho-português é frequente a presença do pinheiro-larício (Pinus nigra), que se vem expandindo.
Frequentemente se encontra entre os carvalhos-portugueses, arces, sorveiras, cornisos e sanguinho-legítimo; e pela degradação podem dar origem a extensos matagais de buxo.

### Pinheiros

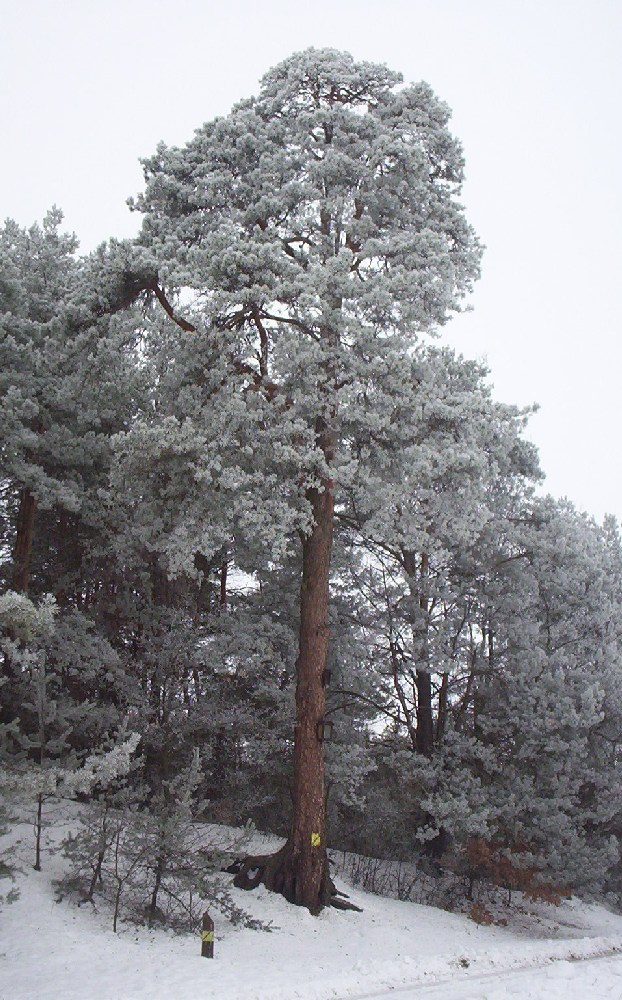
Pinheiro silvestre

Os pinhais naturais mais característicos são os da espécie Pinus mugo e de pinheiro-silvestre (Pinus sylvestris). O primeiro está, com frequência, associado ao rododendro (Rhododendron ferrugineum), arandos (Vaccinium myrtillus), salgueiros (Salix pyrenaica) e outras espécies arbustivas, na zona subalpina dos Pirenéus. Sobre os solos calcários pode ser acompanhado pela sabina rasteira, uva-ursina e zimbro-rasteiro (Juniperus communis). Suas florestas constituem o limite altitudinal da floresta em grande parte dos Pirenéus, podendo chegar até aos 2400 m de altitude.
O pinheiro silvestre desempenha o mesmo papel nas outras montanhas peninsulares, tanto de solos silícios quanto calcários. É acompanhado e superado em altitude pelos piornos, zimbros e matagais almofadados de alta montanha. Seu limite altitudinal inferior fica indeciso por ter sido estendido às custas de florestas caducas.
A uma altura média e sobre solo geralmente silício, temos o pinheiro-bravo (Pinus pinaster) que na Galiza desce ao nível do mar e, no interior, se alterna com os carvalhos. Sobre solos calcários, o pinheiro-larício (Pinus nigra), desempenha um importante papel em muitas das montanhas do centro, leste e sul da Península; à mesma altura pode se espalhar ao interior nos solos calcários. Ambos são substituídos em altitude pelo pinheiro-silvestre.
De todos os pinheiros, o que mais se adapta à regiões quentes, é o pinheiros-do-alepo (Pinus halepensis) que são encontrados em encostas rochosas ensolaradas, desde o nível do mar, sendo o pinheiro da costa mediterrânica, até 800-1000 metros de altitude no interior. Preferem os solos calcários.
O pinheiro-manso (Pinus pinea), é o mais característico de todos, é um especialista em solos arenosos. Produz extensas formações tanto nos areais costeiros das (províncias de Cádis e Huelva) quanto em pontos arenosos do interior (Valladolid, Cuenca e Madrid). Finalmente cabe mencionar, pela importância do seu replantio e cultivo, o pinheiro de Monterrey (Pinus radiata).

### Sabinas

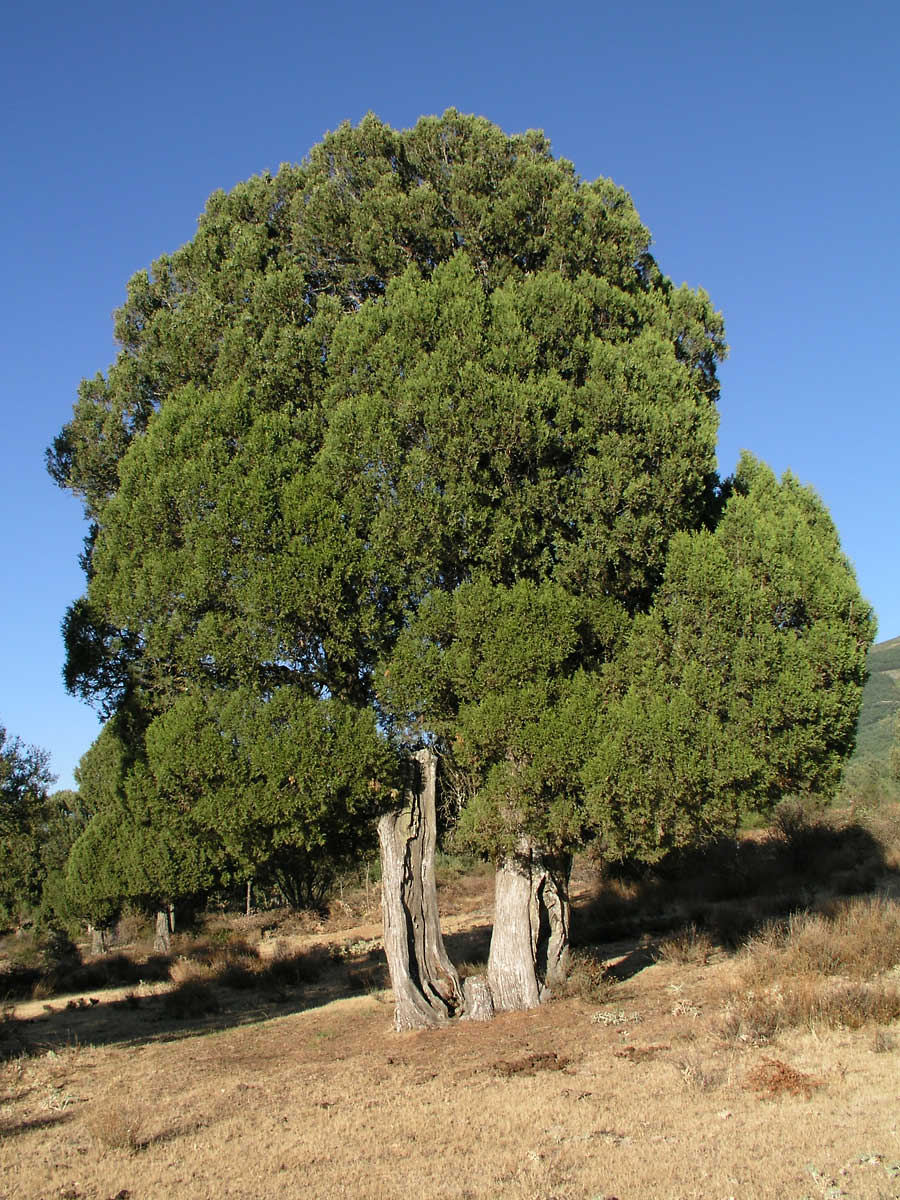
Sabina albar

Os sabinais de junípero-espanhol (Juniperus thurifera) constituem uma curiosa formação que ocupa o alto de montanhas e mesetas interiores, quase sempre acima dos 900 metros de altitude. Suas principais florestas estão na Serrania de Cuenca, Sistema Ibérico, La Alcarria, El Maestrazgo e outras montanhas do interior. Normalmente não formam florestas densas, mostrando uma estrutura de bosques. Preferem os solos desenvolvidos sobre calcário, especialmente os de tonalidade ocre e avermelhada e ricos em argila, de caráter relicto (terra rosa); em certas ocasiões, como na zona do Tamajón (Guadalajara), colonizam também os terrenos silícios.
Estão adaptados a um clima excepcionalmente duro e continental, onde praticamente não encontram concorrência de outra espécie de árvore; somente acima da azinheira, que está ocupando alguns dos antigos sabinais devastados e o pinheiro-larício a acompanha com certa frequência. O zimbro comum (Juniperus communis) é habitualmente uma espécie secundária destes sabinais. Em altitude entra em contato com pinheiros-silvestres e com o zimbro-rasteiro, por vezes este último forma parte do seu estrato arbustivo.
O facto de se encontrar na maior parte das vezes em zonas que tenham permanecido descobertas durante grande parte do período Terciário e sobre solos considerados relictos, faz pensar em uma grande antiguidade destes sabinais. As duras condições climatológicas, com a superfície do solo, submetida a processos de congelamento e degelo alternativos, dificulta o aparecimento de matagais.  Suas etapas regressivas podem ser matagais de tomilhos e prados-de-dente dominados por gramíneas de folha pungente. Em suas localizações de menor altitude pode alternar também com alfazemas.
A sabina-negral (Juniperus phoenicea) pode desempenhar um papel secundário e não forma florestas densas. Somente em algumas plataformas rochosas ou em meios especiais como as dunas fixas e areais subcosteiras, onde adquirem importância florestal.

### Matagais de alta montanha mediterrânica
A alta montanha mediterrânica, acima dos 1 700 metros de altitude, apresenta algumas características especiais. Os invernos são muito duros e prolongados; a cobertura de neve e as fortes geadas impedem quase toda a atividade biológica. Uma vez desaparecida a neve, o solo resseca com rapidez, pela forte insolação e elevadas temperaturas, que são alcançadas no verão. O período de tempo adequado para o desenvolvimento vegetativo é, portanto, muito curto e, por razões descritas, na maioria das vezes seco. Nestas circunstâncias, a floresta começa a entrar em crise, sendo substituída por piornos e matagais; estes vão acompanhados nos seus níveis inferiores por pinheiro-silvestre, representado por exemplares isolados retorcidos e deformados pela neve.
As montanhas silícias, como as do Sistema Central (do qual faz parte a serra da Estrela), Sistema Ibérico e parte das montanhas cantábricas, estão ocupada por matagais de piorno-serrano (Cytisus purgans) ou zimbro-rasteiro (Juniperus communis subesp alpina). Na Sierra Nevada predomina, em condições parecidas, a Genista baetica, acompanhada, muitas vezes, por piornos-serranos e por outra espécie de zimbro (J. communis subesp hemisphaerica).
Nas montanhas quentes como as do Maestrazgo e Serrania de Cuenca, é característico uma formação arbustiva de sabina-rasteira (Juniperus sabina) acompanhada por pinheiro-silvestre. Nas montanhas quentes de Andaluzia é destacável o papel dos matagais almofadados de cambrões.

## Orlas arbustivas
As orlas arbustivas, partindo de um ponto de vista ecológico são fundamentais nos ecossistemas florestais para garantir a regeneração natural da floresta, além de proporcionar alimento e refúgio à fauna associada.
Estão compostas por arbustos espinhosos, segundo a floresta e o clima, como por buxo, tomilho, entre outras.

## Série de regressão
É possível conhecer as etapas do processo de degradação de qualquer formação florestal, desde seu estado ótimo até a fase final de desertificação:
Estes estados ou etapas regressivas, referidos às florestas são os seguintes:
1. Floresta densa, representativo do ótimo natural, caracterizada pelas espécies titulares, compatíveis com as condições biológicas locais.
2. Floresta aclarada, ainda com predomínio das espécies titulares, mas com representação abundante de arbustos ou espécies variadas (azevinho, bordo, freixo). Frequente predomínio das leguminosas no matagal da floresta.
3. Etapa dos pinhais. As espécies titulares estão praticamente desaparecidas, assim como sua vegetação associada. Juntos com os pinheiros, aparece um matagal heliófilo e invasor, quase sempre a base das famílias cistaceae e ericaceae.
4. Desaparece o estrato arbóreo e suas espécies associadas vão sendo substituídas progressivamente por brenhas, representantes de uma degradação mais avançada; frequência de plantas espinhosas (abrunheiro e outras) e predomínio das lamiaceaeas e compostas (tomilho, alfazema, poejo etc.).
5. A cobertura vegetal se reduziu, não somente em altura, mas também sua área ocupada; agora apresenta a forma de um tapete herbáceo e descontínuo, com predomínio geral das gramíneas. As plantas lenhosas ficam reduzidas, aflorando a rocha mãe, como consequência da erosão. Paisagem geral como de estepes.
6. A etapa final da regressão está representada pelo solo desertificado.